# Jean-Paul Willaime
Jean-Paul Willaime (Charleville-Mézières, Ardenas, 1947) es un sociólogo francés especializado en la historia contemporánea del Protestantismo, Ecumenismo, laicismo y religiones, teorías y métodos de la sociología de las religiones.

## Biografía
Jean-Paul Willaime obtuvo el doctorado en Ciencias religiosas en 1975 y en sociología en 1984 por la Universidad de Estrasburgo. Fue jefe de estudios de la École Pratique des Hautes Études (EPHE, sección de Estudios Religiosos) y es profesor desde 1992 de Historia y Sociología del Protestantismo en la Sorbona. También fue director del Instituto europeo de ciencias de las religiones (París), miembro del Grupo Société, Religions, Laïcités (GSRL), y desde 2007 presidente de la Société internationale de sociologie des religions. Es un miembro de los consejos editoriales de los Archives de sciences sociales des religions (París), Social Compass (Lovaina) y del Journal of Contemporary Religion (Londres). Desarrolló la teoría del ultramodernismo en torno a la cuestión de las prácticas de la laicidad en Francia y en Europa. Fue galardonado como caballero de la Légion d'honneur.

## Obras
Libros
- Profession : pasteur. Sociologie de la condition du clerc à la fin du XXe siècle, Genève, Labor et Fides, 1986.
- La précarité protestante. Sociologie du protestantisme contemporain, Genève, Labor et Fides, 1992.
- Sociologie des Religions, Paris, PUF, 2005, 3rd ed.
- Sociologies et religion. Approches classiques (with Danièle Hervieu-Léger), Paris, PUF, 2001.
- Les mutations contemporaines du religieux (codirected with Jean-Robert Armogathe), Turnhout, Brepols, 2003.
- Europe et religions. Les enjeux du XXIe siècle, Paris, Fayard, 2004.
- Sociologie du protestantisme, Paris, PUF, 2005.
- Des maîtres et des dieux. Écoles et religions en Europe (with Séverine Mathieu), Paris, Belin, 2005.
- Religion and Education in Europe. Developments, Contexts and Debates (ed. with Robert Jackson, Siebren Miedema, Wolfram Weisse), Münster/New-York/München/Berlin, Waxmann, 2007.
- Enseigner les faits religieux, quels enjeux ? (ed. with Dominique Borne), Paris, Armand Colin, 2007.
- Le retour du religieux dans la sphère publique. Vers une laïcité de reconnaissance et de dialogue, Lyon, Editions Olivétan, 2008.
- Religionskontroversen in Frankreich und Deutschland, Matthias Koenig/Jean-Paul Willaime Hg., Hamburg, Hamburger Edition, 2008.
- Lumières, Religions, Laïcité (under the direction of Louis Châtellier, Claude Langlois and Jean-Paul Willaime), Paris, Riveneuve éditions, 2009.
- Les jeunes, l'école et la religion (under the direction of Céline Béraud and Jean-Paul Willaime), Paris, Bayard, 2009.
- Pluralisme religieux et citoyenneté (under the direction Micheline Milot, Philippe Portier and Jean-Paul Willaime), Rennes, Presses Universitaires de Rennes, 2010.